# Arniocera collenettei
Arniocera collenettei är en fjärilsart som beskrevs av Talbot 1929. Arniocera collenettei ingår i släktet Arniocera och familjen Thyrididae. Inga underarter finns listade i Catalogue of Life.